# Miconazol
El miconazol es un derivado imidazólico que se utiliza en medicina como antifúngico. Químicamente C18H14Cl4N2O es prácticamente insoluble en agua y soluble en disolventes orgánicos.

## Farmacocinética
Su absorción oral o tópica es muy pobre, pero tiene la posibilidad de administrarse por vía intravenosa, lo cual le dio su importancia en cuanto a su uso clínico. La biodisponibilidad de la vía oral es del 25 %. Su unión a proteínas plasmáticas es del 90% y su vida media de unas 20 a 24 horas, siguiendo una curva trifásica. Prácticamente no pasa al líquido cefalorraquídeo. Su metabolismo es hepático, eliminándose en su mayor parte a través de heces y entre un 10% y un 20% a través de orina en forma de metabolitos inactivos.

## Mecanismo de acción
Actúa de forma similar a otros imidazólicos bloqueando la síntesis de ergosterol por interacción con el complejo enzimático del citocromo p450, aunque de forma menos selectiva que otros antifúngicos sistémicos (ketoconazolo itraconazol entre otros), lo que acarrea más capacidad de provocar efectos secundarios.

## Indicaciones
Su espectro de acción es amplio, aunque su toxicidad por vía intravenosa ha limitado mucho su uso.
- Indicaciones por vía intravenosa:
  - Candidiasis sistémicas
  - Coccidiomicosis y paracoccidiomicosis en casos excepcionales rebeldes a otros tratamientos.[2]
- Indicaciones por vía tópica: Suele utilizarse como nitrato de miconazol al 2%.
  - Pitiriasis versicolor.
  - Tinea corporis.[3]
  - Candidiasis cutánea y vaginal.[4]
  - Infecciones por Candida glabrata.
  - Onicomicosis por Dermatofitos

## Interacciones
En general las mismas que el resto de los imidazólicos.

## Efectos secundarios
En líneas generales podemos decir que son más intensas y frecuentes que en otros fármacos de su grupo terapéutico. Siguiendo la convención de la CIOSM las principales RAM en su uso intravenoso serían:
- Muy frecuentes: (> 1/10; más del 10%) :
  - Se ha descrito elevación de los niveles plasmáticos de triglicéridos y colesterol en prácticamente el 100% de los casos, aunque hay autores que lo achacan al excipiente de la preparación intravenosa.
  - La irritación en el punto de infusión (flebitis) alcanza hasta un 35% de las ocasiones utilizando una vena periférica.
  - Náuseas en casi la mitad de los pacientes.
  - Taquicardias y otras arritmias cardíacas.

También se han descrito anafilaxia, prurito, exantema, disminución del sodio en sangre e incluso paro cardíaco con una incidencia sin precisar.